# Orestis Kiomourtzoglou
Orestis Kiomourtzoglou, né le 7 mai 1998 à Munich en Allemagne, est un footballeur allemand qui évolue au poste de milieu défensif à Greuther Fürth.

## Biographie

### SpVgg Unterhaching
Natif de Munich en Allemagne, Orestis Kiomourtzoglou est formé par le SpVgg Unterhaching. Il fait ses premiers pas avec ce club, qui évolue alors en troisième division allemande. Il joue son premier match le 28 juillet 2017 contre le Karlsruher SC, en championnat. Il est titularisé et se fait remarquer en délivrant une passe décisive lors de cette rencontre. Son équipe l'emporte par trois buts à deux ce jour-là,.

### Heracles Almelo
Le 20 juin 2019 est annoncé le transfert d'Orestis Kiomourtzoglou à l'Heracles Almelo pour un contrat de deux saisons plus une en option. Il joue son premier match sous ses nouvelles couleurs le 11 août 2019 face au Fortuna Sittard, lors de la deuxième journée de la saison 2019-2020 d'Eredivisie. Les deux équipes font match nul ce jour-là (1-1).

### Heart of Midlothian
Le 28 août 2022, Orestis Kiomourtzoglou rejoint l'Écosse afin de s'engager en faveur de Heart of Midlothian. Il signe un contrat de trois ans, soit jusqu'en juin 2025.
Il joue son premier match pour le club contre le Motherwell FC, le 18 septembre 2022, en championnat. Il est titularisé et son équipe l'emporte par trois buts à zéro.

### Greuther Fürth
Le 7 juillet 2023, Orestis Kiomourtzoglou fait son retour en Allemagne en s'engageant en faveur de Greuther Fürth. Il signe un contrat de deux ans plus une année en option.

### En équipe nationale
Le 10 octobre 2019, Orestis Kiomourtzoglou joue son premier match avec l'équipe d'Allemagne espoirs, lors d'une rencontre amicale face à l'Espagne. Il entre en jeu ce jour-là et les deux équipes font match nul (1-1). Il se fait expulsé en recevant un second carton jaune ce jour-là.